# 潘贵玉
潘贵玉（1946年8月—），女，汉族，湖南安乡人，中华人民共和国政治人物。中国民主促进会会员。曾任民进中央副主席，第十一届全国政协常务委员、副秘书长（兼职）。

## 生平
2008年，当选第十一届全国政协常务委员，代表中国民主促进会，分入第九组。